# 蒲池猛夫
蒲池 猛夫（かまち たけお、1936年3月20日 - 2014年12月4日）は、日本の射撃競技選手。日本ライフル射撃協会コーチを務めた。
1984年ロサンゼルスオリンピック男子ラピッドファイアピストル金メダリスト。現時点において、オリンピックの射撃競技における唯一の日本人金メダリストであり、2022年北京オリンピック終了時点においても、オリンピックのメダルを獲得した時の年齢が最高齢の日本人選手である。

## 概要
1936年3月20日、旧満洲国生まれ。第二次世界大戦における日本の敗戦のため、家族で宮崎県西諸県郡高原町に引き揚げ、そこで少年時代を送った。
高原町立高原中学校卒業後、自衛隊に入隊。1962年、1964年東京オリンピックに備えて開設された自衛隊体育学校に入校。
稀に見る才能の持ち主として知られ、1968年メキシコシティーオリンピックでは金メダル確実と期待された。練習では、蒲池の動向を探ろうとライバルの外国人選手が大挙して押しかけて見守る中、蒲池も600点満点中599点をマークしてその意気を沮喪させたが、本番では全くの不調で12位に終わった。
雪辱を期した1972年ミュンヘンオリンピックも普段の調子はでなかったが、それでもメダル圏内で最終4秒射を迎えた。ここで満点なら蒲池の銅メダルだったが、最後の5発目が痛恨の遅射で無得点となり順位を下げた。1976年モントリオールオリンピックでは12位に終わった。日本が不参加となった1980年モスクワオリンピックでは4度目の代表となった後、いったん引退。しかし、その才能を惜しむ外国人選手コーチに復帰を促され現役に復帰、1984年ロサンゼルスオリンピックの代表となった。
ロサンゼルスオリンピックでは、射撃競技で上位を独占してきた東欧勢が不参加となったことや、周囲からの注目度も以前ほどではなく気楽にやれたのがよかったのか出場4回目にして金メダルに輝いた。このとき、蒲池は48歳で2021年の2020年東京オリンピック終了時点でも日本の最年長金メダリストの記録となっている。また、蒲池は戦前生まれ最後のオリンピックメダリストでもあった。蒲池はロサンゼルスオリンピックでの日本選手の最初の金メダリストであり、期待された選手が不振で金メダルを逃す中、全くノーマークですでに孫もいる中年の蒲池が初の金メダルを獲得したことは、多くの国民の関心を呼んだ。
自衛隊体育学校教官を経て、1989年（平成元年）に定年退官した。最終階級は1等陸尉。
2014年12月4日午前4時24分、脳梗塞のため千葉市中央区の病院で死去。78歳没。